# Петито, Энцо
Энцо Петито (итал. Enzo Petito) (24 июля 1897 — 17 июля 1967) — итальянский актёр кино и сцены.

## Биография
Является внуком Антонио Петито. Хотя он никогда не был ведущим актёром, он несколько раз появлялся в роли второстепенных персонажей вместе с известными итальянскими кинозвёздами в кино в начале и середине 1960-х и, вероятно, наиболее известен в мировом кинематографе благодаря своей роли хозяина оружейного магазина в фильме «Хороший, плохой, злой». Его роли варьировались от кладовщиков и сапожников до священников и бездомных. Также одна из его наиболее известных ролей это Наполеон в комедии Серджио Корбуччи «Chi si ferma è perduto», снятой в 1963.